# John Paulson
John Alfred Paulson (14 de dezembro de 1955) é um empresário norte-americano que atua na área de fundo de cobertura. É presidente, diretor executivo e fundador da Paulson & CO., uma empresa de Nova Iorque que atua no ramo de gestão de investimentos que fundou em 1994. Tem sido chamado de "um dos nomes mais proeminentes na alta finança" e "um homem que fez uma das maiores fortunas da história de Wall Street".
John Paulson é uma das pessoas mais ricas do mundo segundo a revista Forbes de 2012, com uma fortuna estimada em 16,0 bilhões de dólares, sendo este a 39° pessoa mais rica do mundo.

## Biografia
Paulson nasceu no Queens, em Nova Iorque 14 de em dezembro de 1955, filho de Alfred G. Paulson (1924-1922), um empresário do setor financeiro e Jacqueline Paulson (1926-), psicologa infantil, vindo de uma família de judeus, Paulson começou sua carreira no Boston Consulting Group em 1980, em 1994 John Palson fundou sua própria empresa financeira, a Paulson & CO..
Hoje é casado com Jenny Paulson, é pai de dois filhos e vive em Manhattan, Nova Iorque, onde mantem seus negócios.